# Valencia CF
Valencia Club de Fútbol (wym. [baˈlenθja] lub [baˈlensja]) znany również jako Valencia CF lub Valencia – hiszpański klub piłkarski z siedzibą w Walencji założony 18 marca 1919 roku, występujący w Primera División od sezonu 1931/1932 do dziś (z wyjątkiem sezonu 1986/1987). Należy do najbardziej utytułowanych drużyn hiszpańskich: 6-krotny mistrz kraju, 8-krotny zdobywca Pucharu Króla i jednokrotny trymufator Superpucharu Hiszpanii. Osiągał także sukcesy w europejskich pucharach: w 1962, 1963 oraz 2004 wygrał Puchar UEFA, a w 1980 – Puchar Zdobywców Pucharów. W tabeli wszech czasów ligi hiszpańskiej Valencia zajmuje 4. miejsce za Realem Madryt, FC Barceloną i Atlético Madryt.

## Historia

### Początki
Klub został założony przez grupę mieszkańców Walencji 18 marca 1919 r. w barze Torino. Głównymi inicjatorami jego utworzenia byli Gonzalo Medina Pernas i Octavio Augusto Milego. Pierwszym prezesem Valencia Club Football został Octavio Augusto Milego. Jako barwy klubowe obrano czarny i biały, choć w latach 1924–1996 za barwy hiszpańskiego klubu uznawano tylko kolor biały. Pierwszy mecz Los Ches rozegrali z lokalnym rywalem Gimnastico de Castellon (porażka 0:1). 20 maja 1923 r. do użytku oddany został obecny stadion klubowy – Estadio Mestalla, mogący wówczas pomieścić 19 tys. widzów.

### Pierwsze sukcesy
„Złoty wiek” w historii klubu zaczął się w 1940 r. dzięki prezesowi klubu – Luisowi Casanovie, który sprowadził czołowych zawodników. W tym czasie drużyna zdobyła trzy mistrzostwa ligi i dwa krajowe puchary. W drużynie grali wówczas m.in.: Epi, Amadeo, Asensi i Gorostiza.

### Lata 50. i Antonio Puchades
Lata 50. w historii klubu łączą się nierozerwalnie z ikoną drużyny Los Ches, Antonio Puchades. W tym czasie zarząd podjął decyzję o rozbudowie i modernizacji Estadio Mestalla. 10 lipca 1950 roku rozpoczęto prace pod kierownictwem architekta D. Savior Pasquala oraz odpowiadającego za wykonanie D. Chose Tormo. Mestalla stał się wtedy obiektem, który mógł pomieścić 45 000 widzów. Mimo że Valencia w owym czasie posiadała drużynę składającą się z wyróżniających graczy, z Puchadesem na czele, wyniki w sezonie 50/51 nie były zadowalające dla kibiców. Valencianistas grali bardzo nieregularnie, zaskakując swoich kibiców porażkami ze słabymi drużynami. Louis Casanova chciał odejść z klubu, jednak pod presją współpracowników, zawodników i mieszkańców miasta został do 1959 roku.

### Puchar Miast Targowych
2 lipca 1961 r. po tragicznej śmierci Brazylijczyka Waltera, który zginął w wypadku samochodowym, na prezydenta klubu został wybrany Julio Miguel. W Pucharze Miast Targowych Valencia zdobyła puchar pokonując 6:2 w finale Barcelonę. Miguel zaczął sprowadzać nowych graczy, m.in. brazylijskiego bramkostrzelnego napastnika, Waldo Machado. Strzelecką parę wraz z Waldo stworzył Vicente Guillot, którego kariera przebiegała podobnie. Razem strzelili wiele bramek, a Waldo jest do tej pory najlepszym strzelcem Los Ches.

### Era Di Stéfano
Alfredo Di Stéfano przybył do klubu w kwietniu 1970 r., zastępując parę trenerską Enrique Boque i Savior Artigas. Di Stéfano stworzył solidną drużynę z dobrze poukładaną obroną z takim nazwiskami jak Sol, Anibal, Jesus Martinez, Anton, Abelardo. W środku pola grali Pepe i Claramunt, w ataku Forment, Valdez, Sergio i Pellicer. W sezonie 1970/71 Los Ches i Valencia pod wodzą Di Stéfano zdobyła tytuł mistrza ligi. Obserwatorzy i recenzenci byli zgodni, że głównym autorem tego sukcesu był Abelardo, który przykuwał uwagę Hiszpanów swoją grą.

### Czas finałów
W 1992 r. kierownictwu na czele z prezesem Arturo Tuzonem Gilem udaje się wyjść z kryzysu finansowego i doprowadzają klub do dawnej świetności. Zatrudniono holenderskiego szkoleniowca Guuss Hiddinka. Holender nie doprowadził jednak VCF do tytułu i klub zajął dwa razy z rzędu 4 miejsce w lidze. W sezonie 1993/94 do drużyny przybył ceniony zawodnik, Predrag Mijatovic. Valencia jednak nadal nie uzyskiwała wyników, a z posadą musieli się kolejno pożegnać Paco Real, Héctor Núñez i Jose Manuel Rielo.
W kolejnym sezonie 1994/95, z Mijatovicem i Gaizką Mendietą w składzie, Valencia zajęła 10. miejsce w lidze. Do drużyny dołączali tacy piłkarze jak Ilie, Vlaovic, Claudio Lopez, Romario; nie wiązało to się jednak z sukcesami. W sezonie 1998/99 Valencia tryumfowała w Pucharze Hiszpanii pokonując w dwumeczu Barcelonę. W 1999 r. trenerem klubu zostaje argentyński trener Hector Raul Cuper, który w pierwszym swym sezonie zdobywa z Valencianistas Superpuchar Hiszpanii i doprowadza drużynę do finału Ligi Mistrzów. Valencia przegrała w finale z Realem Madryt 0:3. Rok później w walce o Puchar Ligi Mistrzów Los Ches ulegli Bayernowi Monachium w serii rzutów karnych. Po tym wydarzeniu z klubu odeszli trener Raul Cuper i zawodnik Gaizka Mendieta.

### Mistrzostwo Hiszpanii 2002
Nowy trener Rafael Benítez stworzył silną drużynę i 5 maja 2002 roku na stadionie La Rosaleda, Valencia pokonała Malagę 2:0 i została mistrzem ligi. Zwycięski skład tworzyli: Angloma, Ayala, Carboni, Curro Torres, Djukic, Fabio Aurelio, Garrido, Marchena, Navarro, Pellegrino, Aimar, Albelda, Angulo, Baraja, De los Santos, Jandro, Kily Gonzalez, Rufete, Serban, Vicente, Carew, Ilie, Juan Sanchez, Mista i Salva.

### Dublet 2004
W 2004 r. pod wodzą Rafaela Beníteza klub zdobył Mistrzostwo Ligi i Puchar UEFA, pokonując w meczu finałowym na stadionie w Göteborgu Olympique Marsylia. Rafael Benítez ostatecznie odszedł z klubu przed wygaśnięciem kontraktu, obejmując angielski klub Liverpool F.C. Jego następcą został Włoch Claudio Ranieri.

### Lata (2007–2017)

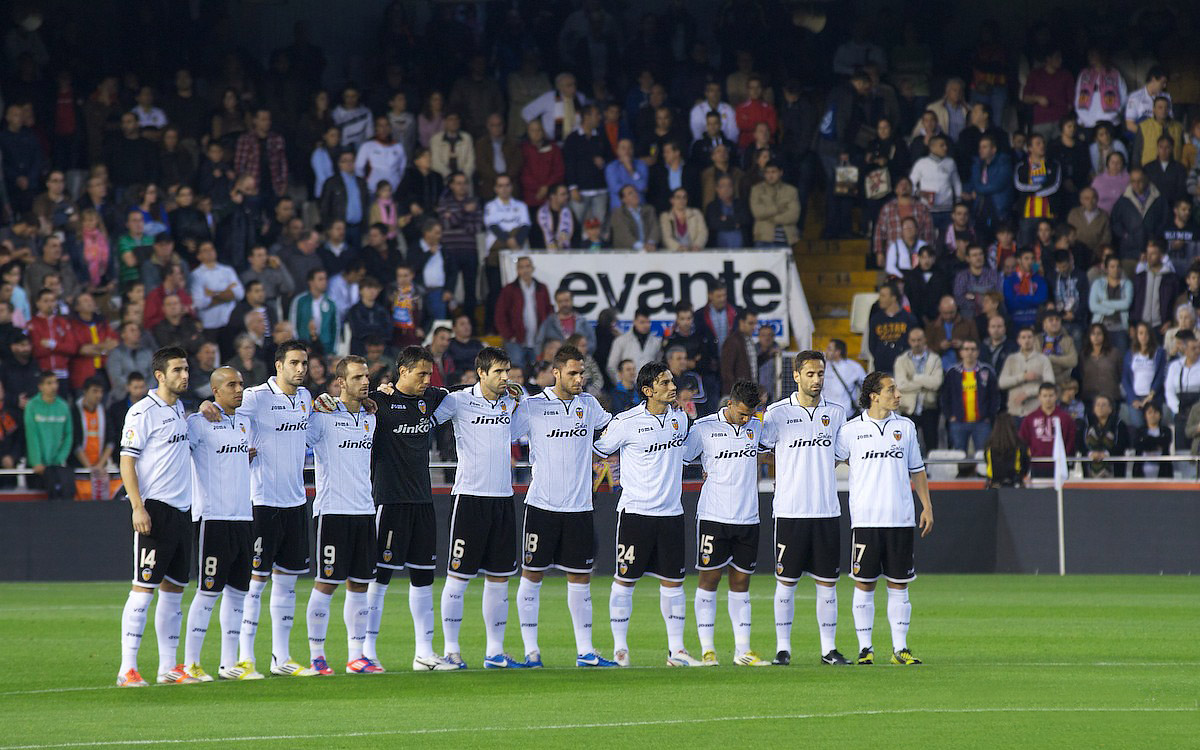
Zespół Valencii w 2012 r.

Valencia wygrała Puchar Króla sezonu 2007/2008. Valencia wyeliminowała kolejno Real Unión Irún, Real Betis, Atlético Madryt i w półfinale zmierzyła się Barceloną. Po remisie 1:1 w pierwszym meczu w rewanżu rozgrywanym na Mestalla „Nietoperze” zwyciężyli 3:2.
Finał rozegrano 16 kwietnia 2008 na Estadio Vicente Calderón. Blanquinegros wygrali 3:1. W pierwszych 10 minutach meczu bramki zdobyli Alexis i Juan Mata, a na siedem minut przed końcem trzecie trafienie dołożył Fernando Morientes i kibice zgromadzeni na trybunach madryckiego obiektu mogli rozpocząć świętowanie zdobycia 7. pucharu w historii.
W latach 2010–2012 Valencia pod wodzą Unaia Emery’ego trzykrotnie z rzędu zdobyła trzecie miejsce w Primera División. W sezonie 2015/2016 zespół zajął 11 miejsce w tabeli. W kolejnym sezonie zespół prowadzony przez trzech trenerów (Pako Ayestaran, Cesare Prandelli oraz dwukrotnie przez Voro) uzyskał 12 miejsce w lidze. Był to najgorszy wynik od sezonu 1987/1988 kiedy to drużyna zajęła 13 miejsce w tabeli.
W 2012 oraz 2014 r. Valencia dwukrotnie dotarła do półfinału Ligi Europy UEFA.
W maju 2014 r. nowym właścicielem Valencii został singapurski miliarder Peter Lim, który wykupił 70 procent udziałów klubu. W ciągu trzech lat (2014–2017) zarządzania klubem przez Lima Valencia zmieniała trenera aż siedmiokrotnie (Nuno Espirito Santo, Gary Neville, Pako Ayestaran, Voro, Cesare Prandelli, Voro, Marcelino).

### Era Marcelino
11 maja 2017 r. ogłoszono, że nowym trenerem Valencii zostanie Marcelino García Toral.

#### Sezon 2017/2018
W letnim okienku transferowym do Nietoperzy dołączyli: Simone Zaza, Francis Coquelin, Gabriel Paulista, Neto, Andreas Pereira, Jeison Murillo, Geoffrey Kondogbia, Luciano Vietto i Gonçalo Guedes. Z klubem pożegnali się: Mathew Ryan, Álvaro Negredo, Nani, Enzo Pérez, Pablo Piatti, João Cancelo, Yoel Rodríguez, Diego Alves, Robert Ibáñez, Aymen Abdennour i Zakaria Bakkali.
W inaugurującym meczu Ligi hiszpańskiej Valencia pokonała u siebie Las Palmas po bramce Simone Zazy. W następnych 3 kolejkach zespół Marcelino zremisował 2-2 z Realem Madryt, 0-0 z Atlético Madryt oraz 1-1 z Levante UD. Od 5 do 12 kolejki Primera División Valencia wygrała wszystkie spotkania, znakomitą passę przerwał mecz z FC Barceloną zremisowany 1-1. W Pucharze Króla Nietoperze dotarli do półfinału, gdzie lepszy okazał się zespół Barcelony (0-3 w dwumeczu). Ostatecznie Valencia zakończyła zmagania ligowe na 4 miejscu 3 punkty za Realem Madryt z dorobkiem 73 punktów, tym samym awansując do Ligi Mistrzów.

#### Sezon 2018/2019
Podczas letniego okna transferowego wykupiono: Geoffreya Kondogbię, Gonçalo Guedesa i Jeisona Murillo. Zawodnicy ci byli wypożyczeni do Valencii w poprzednim sezonie. Ponadto zespół wzmocnił Kévin Gameiro, Mouctar Diakhaby i Daniel Wass. Wypożyczono także Michy’ego Batshuayi’a Denisa Cherysheva. Juventus wykupił João Cancelo, Nemanja Maksimović wzmocnił Getafe CF i Martín Montoya dołączył do Brighton. Na wypożyczenie do Torino FC udał się Simone Zaza. Klub opuścił też Zakaria Bakkali i Nani.
Zespół Valencii źle rozpoczął sezon ligowy. W pierwszym meczu La Ligi Nietoperze zremisowali z Atlético Madryt 1-1. Lecz w następnej kolejce z Espanyolem zawodnicy Marcelino przegrali 0-2. W następnych 4 meczach wszystkie zakończyły się remisem i po 6 kolejce Valencia zajmowała 16 miejsce. Pierwsze zwycięstwo nastąpiło w kolejnym spotkaniu z Realem Sociedad (1-0 po golu Kévina Gameiro).
W Lidze Mistrzów Valencia grała w grupie H z Juventusem, Manchesterem United i BSC Young Boys. W pierwszym spotkaniu na Estadio Mestalla lepsza okazała się drużyna prowadzona przez Massimiliano Allegriego. Valencia przegrała 0-2. A zmagania w grupie zakończyła na 3 miejscu z dorobkiem 8 punktów tym samym awansując do 1/16 finału Ligi Europy. W La Liga zespół Marcelino od pierwszego zwycięstwa w lidze zremisowała następne 3 mecze z rzędu i przegrała z Gironą 0-1. W Pucharze Króla Valencia pokonywała kolejno CD Ebro (3-1 w dwumeczu), Sporting Gijón (4-2 w dwumeczu), Getafe CF (3-2 w dwumeczu) i Real Betis (3-2 w dwumeczu) zapewniając sobie udział w finale.

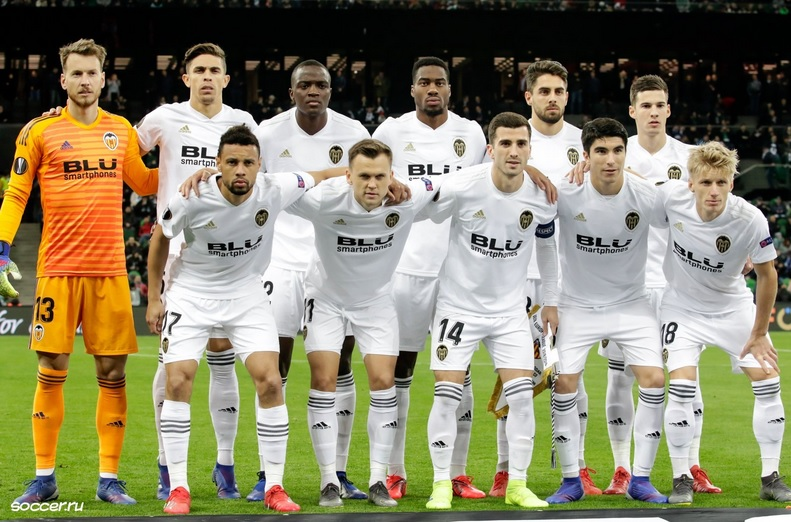
Skład Valencii podczas meczu 1/8 Ligi Europy przeciwko FK Krasnodar

W 1/16 finału Ligi Europy Nietoperze pokonali Celtic F.C. 0-2 na wyjeździe i 1-0 w siebie. Następnie wygrali dwumecz z FK Krasnodar (3-2 w dwumeczu). W ćwierćfinale Valencia zwyciężyła z Villarrealem 1-3 na wyjeździe i 2-0 u siebie. Zmagania zakończyli w półfinale ulegając Arsenalowi 3-1 w Londynie i 2-4 na Estadio Mestalla.
Końcówka sezonu ligowego w wykonaniu Els Taronges była o wiele lepsza w ich wykonaniu. Ostatnie 10 meczów przyniosło 7 zwycięstw i 3 porażki. Zdobywając 61 punktów Valencia zajęła 4 miejsce wyprzedzając piąte Getafe o 2 punkty.
25 maja w finale Copa Del Rey zespół Nietoperzy zwyciężył z FC Barceloną wygrywając 2-1 po bramkach Kévina Gameiro i Rodrigo, dla Blaugrany gola zdobył Lionel Messi. Był to pierwszy puchar wygrany przez Valencię od 2008 roku kiedy także wywalczyli Puchar Króla.

#### Sezon 2019/2020
Pierwszym ruchem transferowym Valencii było sprowadzenie holenderskiego bramkarza Jaspera Cillessena z FC Barcelony. Z kolei drużynę Blaugrany wzmocnił Neto. Kupiono także Denisa Cherysheva, Manu Vallejo oraz Jorge Saenza. Za darmo do drużyny dołączył Jason. Simone Zaza został wykupiony przez Torino FC. Levante UD kupiło Rúbena Vezo. Na wypożyczenie do PSV Eindhoven udał się Toni Lato.

## Sukcesy

### Krajowe
| \| \| Zdobyte trofea w rozgrywkach Hiszpanii (stan na: 25-05-2022) \| |                                                              |       | |
| Rozgrywki                                                             | Osiągnięcie                                                  | Razy  | Sezon(y) |
| · Mistrzostwo                                                         | I miejsce                                                    | 6     | 1941/1942, 1943/1944, 1946/1947, 1970/1971, 2001/2002, 2003/2004 |
| · Mistrzostwo                                                         | II miejsce                                                   | 6     | 1947/1948, 1948/1949, 1952/1953, 1971/1972, 1989/1990, 1995/1996 |
| · Mistrzostwo                                                         | III miejsce                                                  | 10    | 1940/1941, 1949/1950, 1950/1951, 1953/1954, 1988/1989, 1999/2000, 2005/2006, 2009/2010, 2010/2011, 2011/2012 |
| · Mistrzostwo                                                         | IV miejsce                                                   | 13    | 1957/1958, 1958/1959, 1964/1965, 1967/1968, 1977/1978, 1980/1981, 1991/1992, 1992/1993, 1998/1999, 2006/2007, 2014/2015, 2017/2018, 2018/2019                                                                   |
| · Puchar                                                              | zdobywca                                                     | 8     | 1941, 1949, 1954, 1967, 1979, 1999, 2008, 2019 |
| · Puchar                                                              | finalista                                                    | 11    | 1934, 1944, 1945, 1946, 1952, 1970, 1971, 1972, 1995, 1999, 2022 |
| · Puchar                                                              | półfinalista (1/2 finału) ćwierćfinalista (1/4 finału)       | 16 19 | 1933, 1940, 1942, 1943, 1950, 1957, 1959, 1962, 1963, 1964, 1990, 1993, 1996, 2012, 2016, 2018 1928, 1930, 1931, 1948, 1955, 1958, 1960, 1965, 1968, 1969, 1974, 1978, 1991, 1992, 2004, 2006, 2009, 2013, 2020 |
| Superpuchar                                                           | zdobywca                                                     | 1     | 1999 |
| Superpuchar                                                           | finalista                                                    | 3     | 2002, 2004, 2008 |
| Superpuchar                                                           | półfinalista                                                 | 1     | 2019/2020 |
| Hiszpania                                                             | Zdobyte trofea w rozgrywkach Hiszpanii (stan na: 25-05-2022) |       | |

### Międzynarodowe
| \| \| Zdobyte trofea w rozgrywkach międzynarodowych (stan na: 25-05-2022) \| |                                                                     |       |                                                                                                 |
| Rozgrywki                                                                    | Osiągnięcie                                                         | Razy  | Sezon(y)                                                                                        |
| · Liga Mistrzów · (Puchar Europy)                                            | zdobywca                                                            | –     | –                                                                                               |
| · Liga Mistrzów · (Puchar Europy)                                            | finalista                                                           | 2     | 1999/2000, 2000/2001                                                                            |
| · Liga Mistrzów · (Puchar Europy)                                            | ćwierćfinalista (1/4 finału) 1/8 finału                             | 2 3   | 2002/2003, 2006/2007 2010/2011, 2012/2013, 2019/2020                                            |
| Liga Europy (Puchar UEFA)                                                    | zdobywca                                                            | 1     | 2003/2004                                                                                       |
| Liga Europy (Puchar UEFA)                                                    | finalista                                                           | –     | –                                                                                               |
| Liga Europy (Puchar UEFA)                                                    | półfinalista (1/2 finału) ćwierćfinalista (1/4 finału) 1/8 finału   | 3 5 1 | 2011/2012, 2013/2014, 2018/2019 1981/1982, 1982/1983, 1996/1997, 2001/2002, 2009/2010 2015/2016 |
| · Puchar Zdobywców                                                           | zdobywca                                                            | 1     | 1979/1980                                                                                       |
| · Puchar Zdobywców                                                           | finalista                                                           | –     | –                                                                                               |
| · Puchar Zdobywców                                                           | ćwierćfinalista (1/4 finału)                                        | 1     | 1967/1968                                                                                       |
| · Superpuchar UEFA                                                           | zdobywca                                                            | 2     | 1980, 2004                                                                                      |
| · Superpuchar UEFA                                                           | finalista                                                           | –     | –                                                                                               |
| Puchar Intertoto                                                             | zdobywca                                                            | 1     | 1998                                                                                            |
| Puchar Intertoto                                                             | finalista                                                           | 1     | 2005                                                                                            |
| · Puchar Miast Targowych                                                     | zdobywca                                                            | 2     | 1961/1962, 1962/1963                                                                            |
| · Puchar Miast Targowych                                                     | finalista                                                           | 1     | 1963/1964                                                                                       |
| FIFA                                                                         | Zdobyte trofea w rozgrywkach międzynarodowych (stan na: 25-05-2022) |       |                                                                                                 |

### Nagrody
- Międzynarodowa Federacja Historyków i Statystyków Futbolu: Najlepszy Klub na Świecie w 2004 roku[8].

## Obecny skład
Stan na 1 lutego 2024
| Nr | Poz. | Piłkarz                                              |
| -- | ---- | ---------------------------------------------------- |
| 1  | BR   | Jaume Doménech                                       |
| 3  | OB   | Cristhian Mosquera                                   |
| 4  | OB   | Mouctar Diakhaby                                     |
| 6  | PO   | Hugo Guillamón                                       |
| 7  | PO   | Sergi Canós                                          |
| 8  | PO   | Javi Guerra                                          |
| 9  | NA   | Hugo Duro                                            |
| 10 | PO   | André Almeida                                        |
| 11 | NA   | Peter Federico (wypożyczony z Realu Madryt Castilla) |
| 12 | OB   | Thierry Correia                                      |
| 13 | BR   | Cristian Rivero                                      |

| Nr | Poz. | Piłkarz                                        |
| -- | ---- | ---------------------------------------------- |
| 14 | OB   | José Gayà (kapitan)                            |
| 15 | OB   | Cenk Özkacar (wypożyczony z Lyon)              |
| 16 | NA   | Diego López                                    |
| 17 | NA   | Roman Jaremczuk (wypożyczony z Club Brugge)    |
| 18 | PO   | Pepelu                                         |
| 19 | PO   | Selim Amallah (wypożyczony z Realu Valladolid) |
| 20 | OB   | Dimitri Foulquier                              |
| 21 | OB   | Jesús Vázquez                                  |
| 22 | NA   | Alberto Marí                                   |
| 23 | OB   | Fran Pérez                                     |
| 25 | BR   | Giorgi Mamardashvili                           |

### Piłkarze na wypożyczeniu
| Nr | Poz. | Piłkarz                                   |
| -- | ---- | ----------------------------------------- |
|    | OB   | Eray Cömert (w Nantes do 30 czerwca 2024) |

| Nr | Poz. | Piłkarz                                         |
| -- | ---- | ----------------------------------------------- |
|    | NA   | Samu Castillejo (w Sassuolo do 30 czerwca 2024) |

### Sztab szkoleniowy
Stan na 27 maja 2021 r.
| Imię i nazwisko        | Funkcja                         |
| ---------------------- | ------------------------------- |
| José Bordalás          | Trener                          |
| Óscar Álvarez          | Asystent trenera                |
| José Manuel Ochotorena | Trener bramkarzy                |
| Javier Miñano          | Trener przygotowania fizycznego |
| Chema Sanz             | Pracownik techniczny            |

## Stadiony
Estadio Mestalla

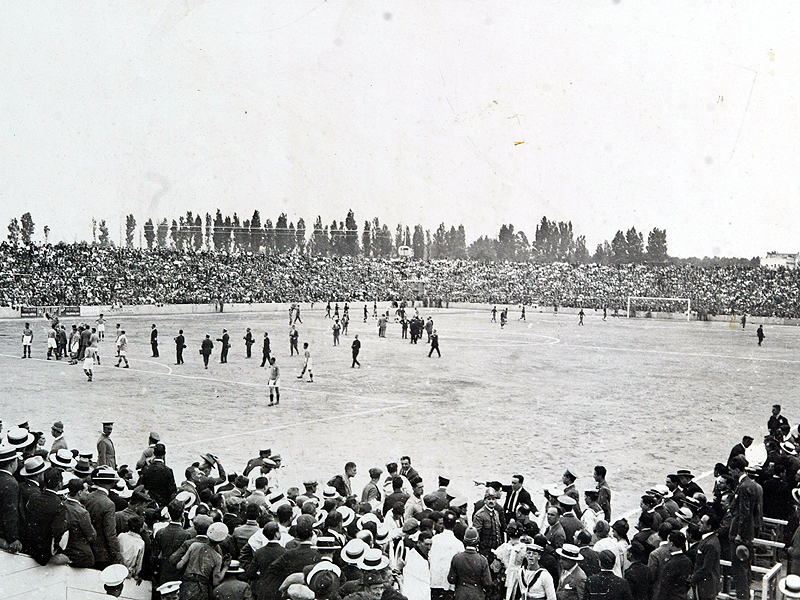
Estadio Mestalla w 1923 r.

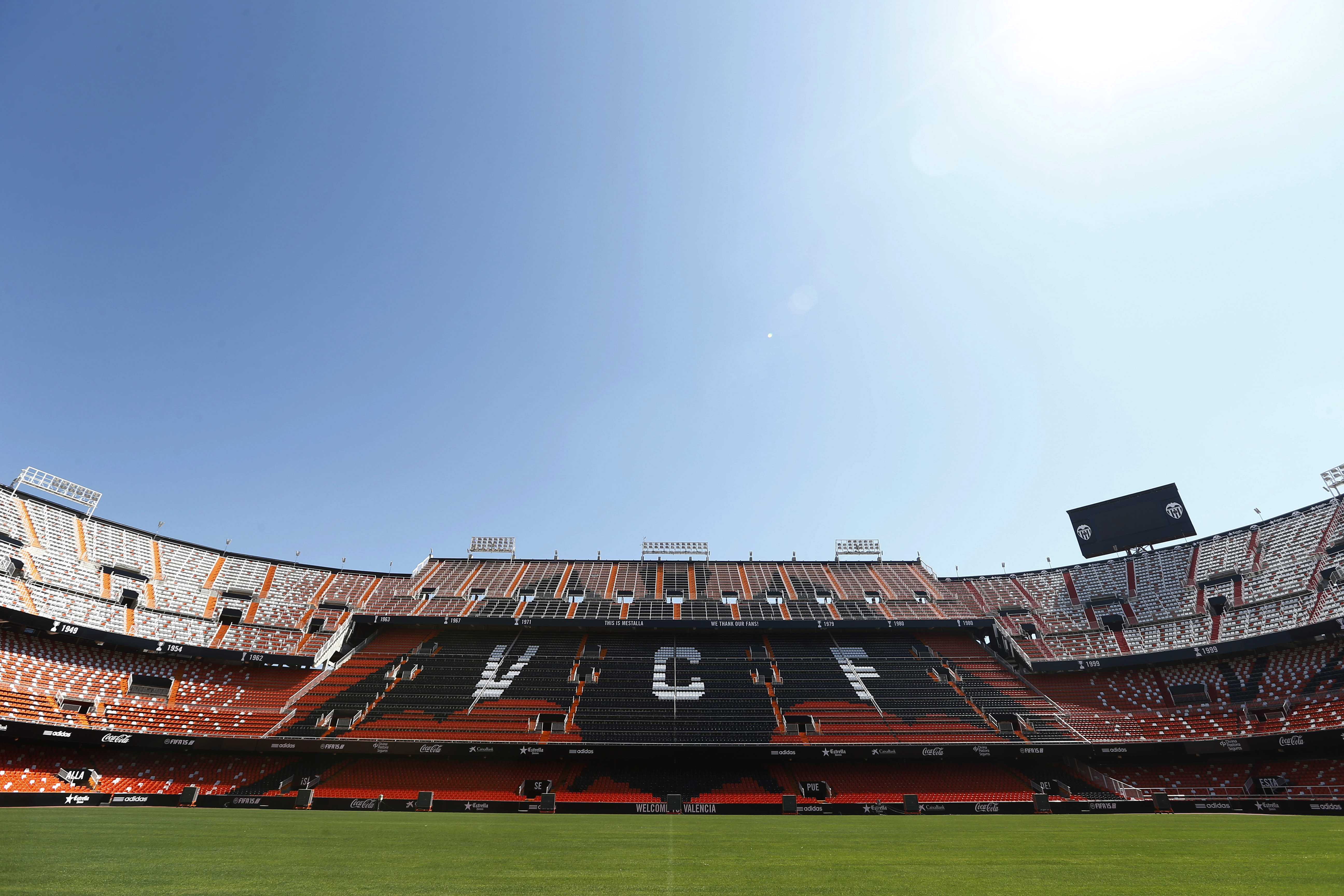
Obecny wygląd stadionu

20 maja 1923 r. odbył się mecz pomiędzy Valencią i miejscowym rywalem Levante UD. Wydarzenie to wpisało się do historii jako pierwszy mecz rozegrany na stadionie Mestalla. Jednak rzeczywiście pierwszym miejscem gdzie drużyna z Valencii zaczęła grać w piłkę była zarośnięta początkowo trawą łąka o nazwie Algiros z której w 1919 r. postanowiono stworzyć miejsce rozgrywek. Cztery lata później dokładnie 500 metrów od Algiros wzniesiono stadion o nazwie Mestalla. Stadion na początku istnienia mógł pomieścić 17 000 widzów, z czasem uległ on przebudowie i modernizacji. Gdy mecze mogło oglądać 22 000 widzów stwierdzono, że wreszcie wielki klub doczekał się wielkiego obiektu. W październiku 1957 r. w mieście nastąpiła powódź, która zniszczyła dużą część stadionu, który jednak już rok później wrócił do użytkowania. Dodatkowo zamontowano sztuczne oświetlenie.
W 1969 r. nazwa stadionu została zmieniona na Luis Casanowa Stadio, która obowiązywała do 1994 roku, kiedy to Stadion Mestalla odzyskał swoją tradycyjną nazwę. W roku 1982 stadion doczekał się wielkiej promocji jaką z pewnością były Mistrzostwa Świata 1982, w których to stadion był jedną z aren tego turnieju.

## Trenerzy
| Lp. | Imię i nazwisko                | Okres urzędowania | Okres urzędowania |
| --- | ------------------------------ | ----------------- | ----------------- |
| 1.  | Juan Armet Kinké               | 1921              | 1922              |
| 2.  | Agustín Sancho                 | 1922              | 1923              |
| 3.  | Antonín Fivébr                 | 1923              | 1927              |
| 4.  | Jimmy Elliott                  | 1927              | 1929              |
| 5.  | Antonín Fivébr                 | 1929              | 1931              |
| 6.  | Randolph Galloway              | 14.08.1931        | 30.06.1933        |
| 7.  | Jack Greenwell                 | 01.07.1933        | 28.11.1934        |
| 8.  | Antonín Fivébr                 | 1934              | 08.11.1935        |
| 9.  | Andrés Balsa                   | 08.11.1935        | 1936              |
| 10. | Ramón Encinas                  | 1939              | 30.06.1942        |
| 11. | Leopoldo Costa                 | 11.07.1942        | 11.04.1943        |
| 12. | Eduardo Cubells                | 15.04.1943        | 1946              |
| 13. | Luis Pasarín                   | 1946              | 1948              |
| 14. | Jacinto Quincoces              | 24.06.1948        | 30.06.1954        |
| 15. | Carlos Iturraspe               | 1954              | 30.06.1956        |
| 16. | Luis Miró                      | 01.07.1956        | 30.12.1958        |
| 17. | Jacinto Quincoces              | 30.12.1958        | 15.09.1959        |
| 18. | Otto Bumbel                    | 15.09.1959        | 30.06.1960        |
| 19. | Domènec Balmanya               | 17.07.1960        | 30.06.1962        |
| 20. | Alejandro Scopelli             | 01.07.1962        | 30.06.1963        |
| 21. | Bernadino Eladiran             | 01.07.1963        | 15.01.1964        |
| 22. | Edmundo Suárez                 | 15.01.1964        | 30.06.1965        |
| 23. | Sabino Barinaga                | 01.07.1965        | 14.05.1966        |
| 24. | Edmundo Suárez                 | 14.05.1966        | 15.10.1968        |
| 25. | Joseíto                        | 15.10.1968        | 15.10.1969        |
| 26. | Salvador Artigas Enrique Buqué | 15.10.1969        | 30.06.1970        |
| 27. | Alfredo Di Stéfano             | 01.07.1970        | 18.06.1974        |
| 28. | Milovan Ćirić                  | 13.07.1974        | 08.04.1975        |
| 29. | Dragoljub Milošević            | 11.04.1975        | 21.09.1975        |
| 30. | Manolo Mestre                  | 21.09.1975        | 30.06.1976        |
| 31. | Heriberto Herrera              | 01.07.1976        | 22.02.1977        |
| 32. | Manolo Mestre                  | 22.02.1977        | 30.06.1977        |
| 33. | Marcel Domingo                 | 01.07.1977        | 27.03.1979        |
| 34. | Bernadino Eladiran             | 27.03.1979        | 30.06.1979        |
| 35. | Alfredo Di Stéfano             | 01.07.1979        | 30.06.1980        |
| 36. | Bernadino Eladiran             | 01.07.1980        | 04.01.1982        |
| 37. | Manolo Mestre                  | 04.01.1982        | 01.11.1982        |
| 38. | Miljan Miljanić                | 01.11.1982        | 09.03.1983        |
| 39. | Koldo Aguirre                  | 09.03.1983        | 30.06.1983        |
| 40. | Francisco García Gómez         | 01.07.1983        | 10.02.1984        |
| 41. | Roberto Gil                    | 10.02.1984        | 27.05.1985        |
| 42. | Rubén Óscar Valdez             | 27.05.1985        | 28.01.1986        |

| Lp. | Imię i nazwisko         | Okres urzędowania | Okres urzędowania |
| --- | ----------------------- | ----------------- | ----------------- |
| 43. | Alfredo Di Stéfano      | 29.01.1986        | 22.03.1988        |
| 44. | Roberto Gil             | 22.03.1988        | 30.06.1988        |
| 45. | Víctor Espárrago        | 01.07.1988        | 30.06.1991        |
| 46. | Guus Hiddink            | 01.07.1991        | 15.11.1993        |
| 47. | Francisco Real          | 15.11.1993        | 15.12.1993        |
| 48. | Héctor Núñez            | 15.12.1993        | 10.03.1994        |
| 49. | José Manuel Rielo       | 10.03.1994        | 24.03.1994        |
| 50. | Guus Hiddink            | 24.03.1994        | 30.06.1994        |
| 51. | Carlos Alberto Parreira | 01.08.1994        | 05.06.1995        |
| 52. | José Manuel Rielo       | 05.06.1995        | 30.06.1995        |
| 53. | Luis Aragonés           | 03.07.1995        | 14.11.1996        |
| 54. | José Manuel Rielo       | 14.11.1996        | 22.11.1996        |
| 55. | Jorge Valdano           | 22.11.1996        | 15.09.1997        |
| 56. | Claudio Ranieri         | 20.09.1997        | 30.06.1999        |
| 57. | Héctor Cúper            | 01.07.1999        | 30.06.2001        |
| 58. | Rafael Benítez          | 01.07.2001        | 30.06.2004        |
| 59. | Claudio Ranieri         | 08.07.2004        | 25.02.2005        |
| 60. | Antonio López Habas     | 25.02.2005        | 30.06.2005        |
| 61. | Quique Sánchez Flores   | 01.07.2005        | 29.10.2007        |
| 62. | Óscar Fernández         | 29.10.2007        | 02.11.2007        |
| 63. | Ronald Koeman           | 02.11.2007        | 21.04.2008        |
| 64. | Voro                    | 21.04.2008        | 30.06.2008        |
| 65. | Unai Emery              | 01.07.2008        | 30.06.2012        |
| 66. | Mauricio Pellegrino     | 01.07.2012        | 01.12.2012        |
| 67. | Ernesto Valverde        | 03.12.2012        | 01.06.2013        |
| 68. | Miroslav Đukić          | 04.06.2013        | 16.12.2013        |
| 69. | Juan Antonio Pizzi      | 26.12.2013        | 02.07.2014        |
| 70. | Nuno Espírito Santo     | 04.07.2014        | 29.11.2015        |
| 71. | Voro                    | 30.11.2015        | 05.12.2015        |
| 72. | Gary Neville            | 02.12.2015        | 30.03.2016        |
| 73. | Pako Ayestarán          | 30.03.2016        | 20.09.2016        |
| 74. | Voro                    | 20.09.2016        | 28.09.2016        |
| 75. | Cesare Prandelli        | 28.09.2016        | 30.12.2016        |
| 76. | Voro                    | 30.12.2016        | 30.06.2017        |
| 77. | Marcelino               | 01.07.2017        | 11.09.2019        |
| 78. | Albert Celades          | 11.09.2019        | 29.06.2020        |
| 79. | Voro                    | 29.06.2020        | 19.07.2020        |
| 80. | Javi Gracia             | 27.07.2020        | 03.05.2021        |
| 81. | Voro                    | 03.05.2021        | 30.06.2021        |
| 82. | José Bordalás           | 01.07.2021        | 03.06.2022        |
| 83. | Gennaro Gattuso         | 01.07.2022        | 30.01.2023        |
| 84. | Voro                    | 31.01.2023        | 13.02.2023        |
| 85. | Rubèn Baraja            | 14.02.2023        | 23.12.2024        |
| 86. | Carlos Corberán         | 25.12.2024        |                   |

## Prezesi
| Lp. | Imię i nazwisko             | Okres urzędowania | Okres urzędowania |
| --- | --------------------------- | ----------------- | ----------------- |
| 1.  | Gonzalo Medina Pernas       | 1919              | 1919              |
| 2.  | Octavio Augusto Milego Díaz | 1919              | 1922              |
| 3.  | Alfredo Aigües Ponce        | 1922              | 1922              |
| 4.  | Francisco Vidal Muñoz       | 1922              | 1922              |
| 5.  | Ramón Leonarte Ribera       | 1922              | 1924              |
| 6.  | Francisco Romeu Zarandieta  | 1924              | 1924              |
| 7.  | Pablo Verdeguer Comes       | 1924              | 1925              |
| 8.  | Facundo Pascual Quilis      | 1925              | 1929              |
| 9.  | Juan Giménez Cánovas        | 1929              | 1932              |
| 10. | Manuel García del Moral     | 1932              | 1933              |
| 11. | Adolfo Royo Soriano         | 1933              | 1935              |
| 12. | Francisco Almenar Quinzá    | 1935              | 1936              |

| Lp. | Imię i nazwisko                       | Okres urzędowania | Okres urzędowania |
| --- | ------------------------------------- | ----------------- | ----------------- |
| 13. | Luis Casanova Giner                   | 1936              | 1936              |
| 14. | Alfredo Giménez Buesa                 | 1939              | 1940              |
| 15. | Luis Casanova Giner                   | 1940              | 1959              |
| 16. | Vicente Iborra Gil                    | 1959              | 1961              |
| 17. | Julio de Miguel i Martínez de Bujanda | 1961              | 1973              |
| 18. | Francisco Ros Casares                 | 1973              | 1975              |
| 19. | Alfredo Corral Cervera                | 1976              | 1976              |
| 20. | José Ramos Costa                      | 1976              | 1983              |
| 21. | José Barrachina                       | 1983              | 1983              |
| 22. | Vicente Tormo Alfonso                 | 1983              | 1986              |
| 23. | Pedro Cortés García                   | 1986              | 1986              |
| 24. | Arturo Tuzón Gil                      | 1986              | 1993              |

| Lp. | Imię i nazwisko        | Okres urzędowania | Okres urzędowania |
| --- | ---------------------- | ----------------- | ----------------- |
| 25. | José Domingo           | 1990              | 1990              |
| 26. | Melchor Hoyos Pérez    | 1993              | 1994              |
| 27. | Francisco Roig Alfonso | 1994              | 1997              |
| 28. | Pedro Cortés García    | 1997              | 2001              |
| 29. | Jaime Ortí Ruiz        | 2001              | 2004              |
| 30. | Juan Bautista Soler    | 2004              | 2008              |
| 31. | Agustín Morera         | 2008              | 2008              |
| 32. | Vicente Soriano        | 2008              | 2009              |
| 33. | Manuel Llorente        | 2009              | 2013              |
| 34. | Amadeo Salvo           | 2013              | 2015              |
| 35. | Lay Hoon Chan          | 2015              | 2017              |
| 36. | Anil Murthy            | 2017              | urzęduje          |

## Hymn klubu
¡Amunt València!
És un equip de
primera

nostre València Club de Futbol

que lluita per a defendre

en totes bandes nostres colors

En el Camp de l’Algirós

ja començàrem a demostrar

que era una bona manera

per a València representar
Amunt València, Visca el València,

és el millor

Amunt València, Visca el València

del nostre cor

Units com sempre

els valencianistes et seguirem

en cada estadi per a què triomfes

t’animarem
En la capital del Túria

és el València qui vist de blanc

i defén la camiseta

ple de coratge per a guanyar

En Mestalla continuarem

sempre esforçant-se

per a triomfar

i les glòries arribaren

i en competència continuaran
Amunt València, Visca el València,

és el millor

Amunt València, Visca el València,

del nostre cor.

Units com sempre

els valencianistes et seguirem,

en cada estadi perquè triomfes

t’animarem

## Sponsorzy
| Lata      | Sponsor odzieżowy | Sponsor na koszulce              |
| --------- | ----------------- | -------------------------------- |
| 1980–1982 | Adidas            |                                  |
| 1982–1985 | Ressy             |                                  |
| 1985–1990 | Rasan             | Caja Ahorros Valencia            |
| 1990–1992 | Puma              | Caja Ahorros Valencia            |
| 1992–1993 | Puma              | Mediterránia                     |
| 1993−1994 | Luanvi            | Mediterránia                     |
| 1994–1995 | Luanvi            | Cip                              |
| 1995–1998 | Luanvi            | Ford                             |
| 1998−2000 | Luanvi            | Terra Mítica                     |
| 2000–2001 | Nike              | Terra Mítica                     |
| 2001–2002 | Nike              | Metrored                         |
| 2002–2003 | Nike              | Terra Mítica                     |
| 2003-2008 | Nike              | Toyota / Panasonic Toyota Racing |
| 2008–2009 | Nike              | Valencia Experience              |
| 2009–2011 | Kappa             | Unibet                           |
| 2011–2014 | Joma              | Jinko Solar                      |
| 2014–2016 | Adidas            | BeIN Sport                       |
| 2016–2017 | Adidas            |                                  |
| 2017–2019 | Adidas            | BLU Products                     |
| 2019-     | Puma              | Bwin                             |

Od 2019 roku głównym sponsorem Valencii jest firma bukmacherska Bwin, której logo znajduje się na koszulkach piłkarzy. Inni oficjalni sponsorzy Valencii to niemiecka firma odzieżowa Puma, producent bezalkoholowych napojów gazowanych Coca-Cola, firma motoryzacyjna Alfa Romeo, nadawca telewizyjny BeIN Sport czy producent gier EA Sports.

## Rekordy

### Najwięcej występów w barwach Valencii
| Lp. | Zawodnik            | Kraj      | Łącznie |
| --- | ------------------- | --------- | ------- |
| 1   | Fernando Gómez      | Hiszpania | 552     |
| 2   | Ricardo Arias       | Hiszpania | 537     |
| 3   | David Albelda       | Hiszpania | 467     |
| 4   | Miguel Ángel Angulo | Hiszpania | 430     |
| 5   | Santiago Cañizares  | Hiszpania | 418     |
| 6   | José Claramunt      | Hiszpania | 381     |
| 7   | Manuel Mestre       | Hiszpania | 374     |
| 8   | Enrique Saura       | Hiszpania | 372     |
| 9   | Fernando Giner      | Hiszpania | 366     |
| 10  | Amedeo Carboni      | Włochy    | 346     |

### Najlepsi strzelcy w barwach Valencii
| Lp. | Piłkarz         | Lata gry            | Razem |
| --- | --------------- | ------------------- | ----- |
| 1   | Edmundo Suárez  | 1939-1950           | 238   |
| 2   | Waldo Machado   | 1961-1970           | 160   |
| 3   | Mario Kempes    | 1976–1981 1982–1984 | 146   |
| 4   | Fernando Gómez  | 1983-1998           | 143   |
| 5   | David Villa     | 2005–2010           | 129   |
| 6   | Silvestre Igoa  | 1941-1950           | 117   |
| 7   | Manuel Badenes  | 1950-1956           | 102   |
| 8   | Vicente Seguí   | 1946-1959           | 91    |
| 9   | Ljubosław Penew | 1989–1995           | 88    |
| 10  | Epi Fernández   | 1940-1949           | 87    |

### Królowie strzelców ligi hiszpańskiej w barwach Valencii
Koronę króla strzelców zdobyło 4 zawodników, a w sumie nagroda była przyznawana graczowi Valencii 6 razy:
| Zawodnik       | Sezon     | Gole |
| -------------- | --------- | ---- |
| Edmundo Suárez | 1941/1942 | 27   |
| Edmundo Suárez | 1943/1944 | 28   |
| Ricardo        | 1957/1958 | 19   |
| Waldo Machado  | 1966/1967 | 24   |
| Mario Kempes   | 1976/1977 | 24   |
| Mario Kempes   | 1977/1978 | 28   |

### Zdobywcy Trofeo Zamora
Nagrodę zdobyło 6 zawodników, a łącznie gracze Valencii sięgali po nie 9 razy.
| Zawodnik               | Sezon     | Mecze | Gole str. | Średnia |
| ---------------------- | --------- | ----- | --------- | ------- |
| Ignacio Eizaguirre     | 1943/1944 | 26    | 32        | 1,23    |
| Ignacio Eizaguirre     | 1944/1945 | 22    | 28        | 1,27    |
| Goyo Vergel            | 1957/1958 | 28    | 28        | 1,00    |
| Angel Abelardo         | 1970/1971 | 30    | 19        | 0,63    |
| José Luis Manzanedo    | 1978/1979 | 25    | 26        | 1,04    |
| José Manuel Ochotorena | 1988/1989 | 37    | 25        | 0,67    |
| Santiago Cañizares     | 2000/2001 | 37    | 34        | 0,92    |
| Santiago Cañizares     | 2001/2002 | 31    | 23        | 0,74    |
| Santiago Cañizares     | 2003/2004 | 37    | 25        | 0,68    |